# Schlafes Bruder
Schlafes Bruder è un film del 1995 diretto da Joseph Vilsmaier.